# جون جيمس بيرد
جون جيمس بيرد هو سياسي كندي، ولد في 11 سبتمبر 1844، وتوفي في 2 يناير 1933.